# قلعه لیسار
قلعه لیسار (سلسال هم نامیده میشود) مربوط به دوره ساسانیان است و در شهرستان تالش، شهر لیسار واقع شده و این اثر در تاریخ ۱۰ خرداد ۱۳۸۲ با شمارهٔ ثبت ۸۷۸۰ به‌عنوان یکی از آثارِ ملّیِ ایران به ثبت رسیده‌است.